# Inflation (Kosmologie)

Zeitlicher und räumlicher Ablauf der Ausdehnung des Universums, nicht maßstabsgetreu.
Man beachte die Inflationsphase am linken Rand des gelben Bereichs.

Als kosmologische Inflation wird eine Phase extrem rascher Expansion des Universums bezeichnet, von der man annimmt, dass sie unmittelbar nach dem Urknall stattgefunden hat. Dieser sehr kurze Zeitabschnitt wird auch GUT-Ära genannt.

## Beschreibung
In der Kosmologie wird für die allererste Zeit nach der Planck-Zeit ab 10−43 s der Begriff GUT-Ära verwendet. Innerhalb dieser Ära begann die Inflation etwa bei 10−35 s und dauerte bis zu einem Zeitpunkt zwischen 10−33 s und 10−30 s nach dem Urknall. Man geht davon aus, dass sich das Universum in dieser Zeit um mindestens den Faktor 1026 ausgedehnt hat. Konkret: Der Bereich, der dem heute beobachtbaren Universum entspricht, hätte dabei der Theorie zufolge von einem Durchmesser, der den eines Protons weit unterschreitet, auf etwa 10 cm expandieren müssen. Anschließend setzte das Universum seine Expansion im Rahmen des Standard-Urknall-Modells fort, wie von den Friedmann-Gleichungen beschrieben.
GUT steht für ‚Grand Unified Theory‘, auf Deutsch ‚große vereinheitlichte Theorie‘. Gemäß dieser sind bei hohen Energien die starke Kernkraft, die schwache Kernkraft und die elektromagnetische Kraft nicht unterscheidbar. Diese vereinigte Kraft wird als GUT-Kraft bezeichnet. Die Hochenergie-Experimente an Teilchenbeschleunigern deuten darauf hin, dass bei einer Energie von etwa 2×1016 GeV (Gigaelektronenvolt) dies der Fall ist. Dies ist ein Zustand höherer Symmetrie. Bei Energien unter diesem Wert bricht diese Symmetrie auf und die drei genannten Kräfte werden sichtbar.
Die Hypothese dieser inflationären Expansion wurde 1981 von Alan Guth vorgeschlagen und ist kein Element des ursprünglichen Urknallmodells. Vorarbeiten zur Entwicklung der Inflationstheorie wurden bereits in den 1970er-Jahren von Andrei Linde geleistet, wofür ihm 2004 der Gruber-Preis für Kosmologie verliehen wurde.
Anlass war die Feststellung, dass die relativistische Kosmologie zur Erklärung einiger fundamentaler Beobachtungen (siehe unten) eine Feinabstimmung („fine tuning“) von kosmologischen Parametern erfordert, die ihrerseits wiederum einer Erklärung bedurfte. Die Inflationshypothese bietet dafür einen physikalischen Mechanismus, aus dem sich einige grundlegende Eigenschaften des Universums direkt ergeben.
Danach ist die Ursache dieser Expansion die Zustandsänderung eines skalaren Feldes mit einem extrem flachen Potential. Dieses Inflatonfeld genannte skalare Feld hat eine Zustandsgleichung mit negativem Druck. Nach der allgemeinen Relativitätstheorie führt dies zu einer abstoßenden Kraft und damit zu einer Ausdehnung des Universums. Die Zustandsänderung des Feldes während der inflationären Phase ist mit einem Phasenübergang 1. Ordnung vergleichbar. Im Rahmen der großen vereinheitlichten Theorie werden die Bedingungen, unter denen der Phasenübergang auftritt, durch Higgs-Felder bestimmt.
Die Annahme einer derartigen inflationären Expansion erscheint einerseits willkürlich, andererseits löst sie elegant mehrere größere kosmologische Probleme:
- Das heute sichtbare Universum enthält überall im Wesentlichen ähnliche Strukturen. Andererseits besteht es aus Gebieten, die bei einer Standard-Expansion erst sehr spät kausal miteinander in Wechselwirkung treten konnten, da sie sich unmittelbar nach dem Urknall zunächst zu schnell voneinander entfernt haben. Die Tatsache, dass man dennoch eine hochgradige Homogenität des Universums und Isotropie der kosmischen Hintergrundstrahlung beobachtet, wird als Horizontproblem bezeichnet und ist im Rahmen einer Standard-Expansion nicht erklärbar. Bei Existenz einer inflationären Expansion dagegen hätten alle Bereiche des heute sichtbaren Universums vor dieser Inflation bereits vorübergehend in Wechselwirkung gestanden.

- Der Bereich des heute sichtbaren Universums weist keine messbare Raumkrümmung auf. Im Rahmen einer Standard-Expansion wäre dazu unmittelbar nach dem Urknall eine extrem exakte Abstimmung von Materiedichte und kinetischer Energie erforderlich gewesen (Flachheitsproblem), für die es keine Erklärung gibt. Für den Fall einer inflationären Expansion dagegen wäre die beobachtete Flachheit des Raumes lediglich eine Folge seiner ungeheuren Ausdehnung, da das heute sichtbare Universum nur einen winzigen Ausschnitt repräsentieren würde.

- Die Inflations-Hypothese erklärt darüber hinaus die Dichtefluktuationen, aus denen die Galaxien und Galaxienhaufen hervorgegangen sind, als Folge von Quantenfluktuationen des Inflationsfeldes. Die extreme Expansion vergrößerte diese Fluktuationen auf entsprechend makroskopische Größe, was eine Standard-Expansion nicht in ausreichendem Maße hätte leisten können.

- Nach gewissen Theorien sollten beim Urknall auch magnetische Monopole entstanden sein, die sich jedoch bis heute einem experimentellen Nachweis entzogen haben. Während einer inflationären Expansion hätte die Teilchendichte dieser Monopole jedoch dermaßen abgenommen, dass die Wahrscheinlichkeit, im Bereich des heute sichtbaren Universums einzelne zu finden, äußerst gering wäre – in Übereinstimmung mit der experimentellen Datenlage.

## Felddynamik
Um die Dynamik der Inflation zu erklären, wird ein skalares Quantenfeld benötigt, das räumlich homogen ist und eine endliche Energiedichte aufweist. Wenn sich das Feld zeitlich langsam genug ändert (nämlich in Richtung einer Verringerung der Energiedichte), so hat es negativen Druck und verhält sich effektiv wie eine kosmologische Konstante, führt also zu einer beschleunigten Expansion des Universums. Die Expansion ist exponentiell, wenn die Energiedichte des Quantenfeldes im Universum dominiert. Derzeit ist kein konkreter Kandidat für dieses Quantenfeld bekannt. Die Bezeichnung für ein Quantenfeld, das inflationäre Expansion bewirkt, ist Inflatonfeld mit dem Inflaton als Vermittlerteilchen.
Vor der Expansionsperiode war das Inflatonfeld in einem höheren Energiezustand. Zufällige Quantenfluktuationen lösten einen Phasenübergang aus, wobei das Inflaton seine potentielle Energie in Form von Materie und Strahlung abgab, als es in den niedrigeren Energiezustand wechselte. Diese reelle Energie bremste seither die vorherige inflationäre Expansion des Universums. Der niedrigste Energiezustand des Inflationsfeldes muss nicht, kann aber von Null verschieden sein; das hängt von der Dichte der potentiellen Energie des Feldes ab.
Ein einfaches Modell für ein Inflatonfeld {\displaystyle \Phi } ist gegeben durch das Potential
{\displaystyle V_{\rm {eff}}(\Phi ,T)=\lambda |\Phi |^{4}-b|\Phi |^{3}+aT^{2}|\Phi |^{2},}
wobei die Temperaturabhängigkeit durch die Wechselwirkung mit den thermischen Fluktuationen der übrigen Teilchen und Felder im Universum zustande kommt.
Bei hoher Temperatur hat dieses Potential ein einziges, globales Minimum bei {\displaystyle |\Phi |=0}. Sinkt die Temperatur durch die Expansion des Universums unter eine erste kritische Temperatur {\displaystyle T_{1}}, so erscheint ein zweites, lokales Minimum der Potentialfunktion bei {\displaystyle |\Phi |\neq 0}. Zunächst hat das Potential bei diesem sekundären Minimum einen höheren Wert als in dem globalen Minimum {\displaystyle \Phi =0}, in dem sich das Feld befindet. Wenn die Temperatur aber einen zweiten kritischen Wert {\displaystyle T_{2}} unterschreitet, so hat das Potential im sekundären Minimum einen niedrigeren Wert als im primären Minimum. Man bezeichnet das globale Minimum der Potentialfunktion als das wahre Vakuum und das lokale Minimum als das falsche Vakuum.
Um vom falschen in das energetisch bevorzugte wahre Vakuum überzugehen, muss das Feld eine Energiebarriere überwinden oder sie durchtunneln (dies ist durch den quantenmechanischen Tunneleffekt möglich). Da sich auch bei einer Expansion des Weltraums die Energiedichte des falschen Vakuums nicht ändert, vorausgesetzt der quantenmechanische Tunnelprozess läuft genügend langsam ab, muss der Druck des falschen Vakuums negativ sein und führt gemäß den Friedmann-Gleichungen zu einer exponentiellen Expansion.

## Ausblick
Die Hypothese einer inflationären Expansion ist ein Forschungsgebiet, auf dem noch zahlreiche Varianten diskutiert werden. Insbesondere ist die Natur der Teilchen bzw. Felder, die den erforderlichen Vakuumzustand verursacht haben könnten, noch völlig ungeklärt.
Ob es in der Frühzeit unseres Universums tatsächlich eine inflationäre Phase gab, muss durch Beobachtungen entschieden werden; dies ist Gegenstand aktueller Forschung. Beobachtungen etwa der Temperaturschwankungen in der kosmischen Hintergrundstrahlung durch die US-amerikanische Raumsonde WMAP und dem Planck-Weltraumteleskop sind mit der Inflationshypothese kompatibel, erlauben aber noch kein abschließendes Urteil.
Die derzeitige beschleunigte Expansion des Universums, auf die insbesondere aus Beobachtungen von weit entfernten Supernovae geschlossen wird, wird auf das Vorhandensein Dunkler Energie mit negativem Druck zurückgeführt und damit auf einen physikalischen Mechanismus, der mit dem der eigentlichen Inflation in der Frühzeit des Universums verwandt ist.
Trotz der Komplexität dieser Theorie ist sie unter den meisten Wissenschaftlern weitgehend anerkannt, da sie eine erste logisch nachvollziehbare Hypothese bietet.
Gemäß dem aktuellen Modell entstanden kurz nach dem Urknall in der Inflationsphase Gravitationswellen, die der kosmischen Hintergrundstrahlung ein charakteristisches Polarisationsmuster aufprägten. Das würde prinzipiell eine experimentelle Überprüfbarkeit von Inflationstheorien ermöglichen, eine 2014 gemeldete Beobachtung bei BICEP2 erwies sich jedoch als voreilig.

## Rezeption und Alternativen
Obwohl das Inflationsmodell ein eigenes Skalarfeld benötigt, das Inflaton, kann es die Entwicklung des Universums zunächst nur unzureichend beschreiben; je nach Variante werden weitere Felder oder zusätzliche Parameter benötigt. Auch kann das Inflationsmodell das Problem der kleinen Kosmologischen Konstante {\displaystyle \Lambda } nicht erklären: ihr heutiger Wert weicht um 120 Größenordnungen von dem der Inflationsphase ab.
Urknall und Inflation ermöglichen ein Multiversum mit über die Universen zufallsverteilten Eigenschaften. Steven Weinberg vertritt die Auffassung, dass außer mit dem anthropischen Prinzip die Größe physikalischer Konstanten oder der Dunklen Energie in unserem Universum prinzipiell nicht mehr vernünftig erklärbar wäre. Der Mitbegründer der Inflationstheorie, Paul Steinhardt, hält die Inflationstheorie aufgrund ihrer prognostischen Beliebigkeit für nicht falsifizierbar.
Mit der Inflationstheorie konkurrieren u. a. folgende Modelle:
- Zyklisches Universum, bspw.:
  - Ekpyrotisches Universum: Paul Steinhardt und Neil Turok postulieren alternativ eine Branenkollision im extradimensionalen Raum der Stringtheorie. Das Ekpyrotische Modell produziert kein Multiversum. Nachweisbar wäre es über hochfrequente Gravitationswellen und die Polarisation der Hintergrundstrahlung.
- Schleifenquantengravitation: Diese benötigt keine zusätzlichen Felder. Die Inflationsphase ergibt sich in diesem Modell nach David Sloan und Abhay Ashtekar zwanglos aus der Annahme einer quantisierten Raumzeit.[8] Sloan und Ashtekar führen aus, dass Inflation in den Standardkosmologien basierend auf der Allgemeinen Relativitätstheorie sehr spezielle Anfangsbedingungen verlangt und unwahrscheinlich ist (nach Neil Turok, Gary Gibbons)[9], nach der Schleifen-Quantenkosmologie aber sehr wahrscheinlich.[10]
- Variable Speed of Light: John Moffat (1992) und später João Magueijo (1998) postulieren eine im frühen Universum sehr viel höhere Lichtgeschwindigkeit als heute.[11] Nachweisbar wäre dies über einen in der Vergangenheit abweichenden Wert der Feinstrukturkonstante {\displaystyle \alpha }.